# Bornwald
Der Bornwald ist der nördliche Teil des Waldreviers Bornwald/Heinzewald im Erzgebirgskreis in Sachsen.

## Name
Den Kern dieses Gebietes bildete einst die Fläche des vor 1452 wüst gewordenen Ortes Berthelsdorf. Hinzu kamen Gebietsanteile der umliegenden Orte: Der Bornwald von Börnichen/Erzgeb., der Lengefelder Wald und der Lautenhain von Lauta. Die heutige Bezeichnung Heinzewald orientiert sich an der Siedlung Heinzebank, die im südlichen Ende dieses Waldes an der Kreuzung zwischen B101 und B174 liegt.

## Heutige Bedeutung

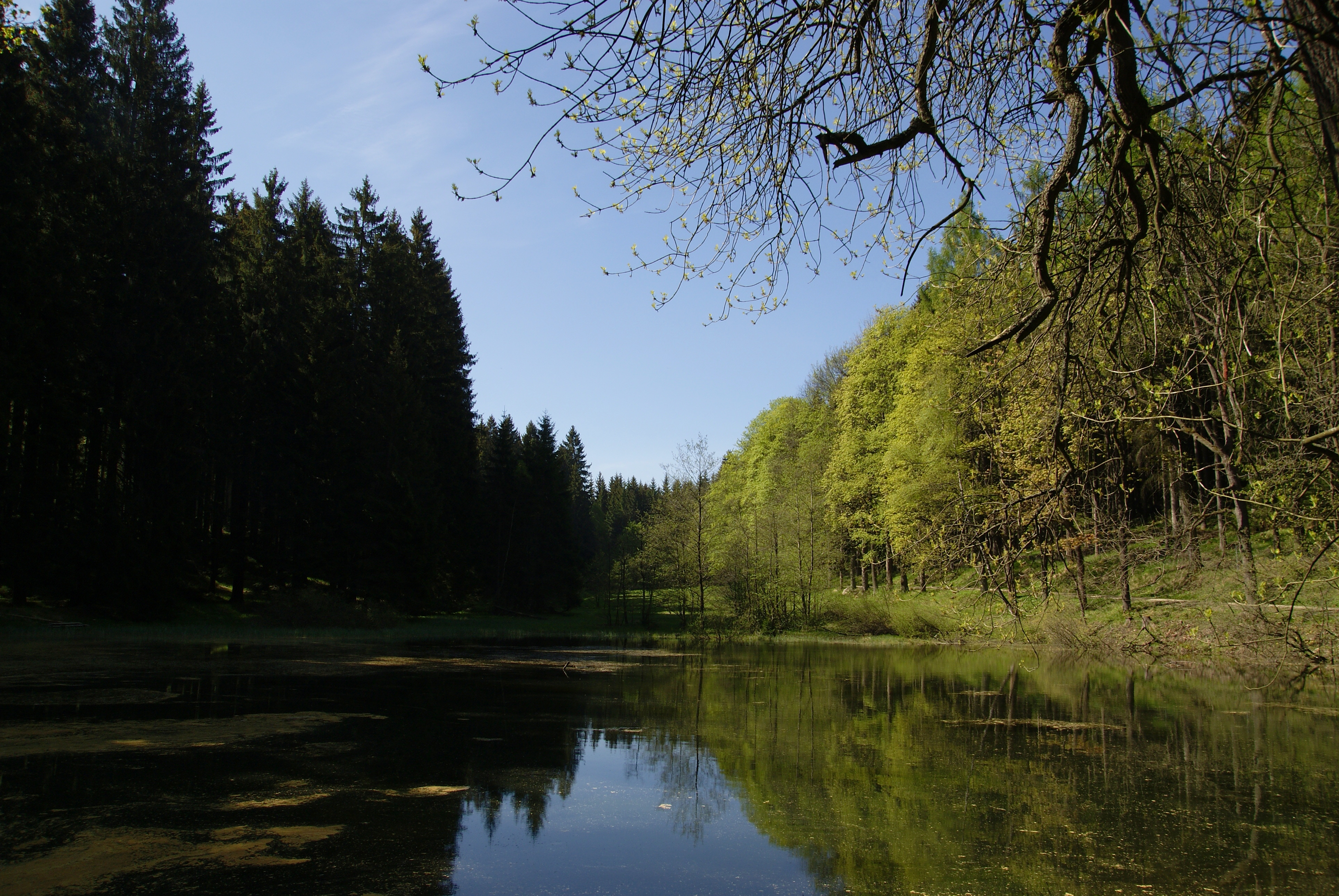
Schwarzer Teich

Der Bornwald/Heinzewald lockt heute Ausflügler der Umgebung (bis von Chemnitz) zum Wandern und Erholen. Bis auf die B 101 ist er komplett für den öffentlichen Verkehr gesperrt und daher sehr ruhig gelegen. Markante Punkte sind die untere und obere Talsperre Neunzehnhain, die Gewässer Schwarzer Teich und Pfützenteich und die Felsklippen am Langen Stein.

## Geschichte
Im Gebiet des Bornwaldes/Heinzewaldes gab es früher Siedlungen:
- Das oben genannte Berthelsdorf, das als Ort 1369 erstmals in einer Urkunde erwähnt wird
- Die Bornwaldhäuser im nördlichen Teil, die zusammen mit einer Spinnerei um 1820 entstanden und nach dem Bau der Talsperren abgerissen wurden
- Die Fabriksiedlung Neunzehnhain zwischen den Talsperren, heute das hydrobiologische Labor der Technischen Universität Dresden
- Eine Anzahl von Mühlen und Kalköfen, von denen nur noch das Kalkwerk Lengefeld an der B101 besteht
- Um eine Sage dürfte es sich bei der Behauptung von der Existenz zwei weiterer Orte in diesem Waldgebiet (Mittelbach und Schwarzbach) handeln.

Dieses Waldgebiet wurde im Mittelalter von einer bedeutenden Salzstraße von Halle nach Böhmen (antiqua semita bohemorum) durchquert. Mit der Gründung Marienbergs 1521 wurde diese Straße aus dem Waldgebiet verlegt und führt seitdem über Marienberg (B 174). Es ist denkbar, dass das noch existierende Lengefelder Marienbild die Kreuzung zwischen dieser Straße und der Silberstraße (Schneeberg-Annaberg-Freiberg) markiert, doch wird diese Ansicht nicht von allen Heimatforschern der Gegend geteilt.
Eine Sage berichtet aus der Zeit des Dreißigjährigen Krieges (hier 1632 und danach) von einem vergrabenen Schatz am Langen Stein.